# 23 الميزان c
23 الميزان c هو كوكب خارج النظام الشمسي يبعد عن الأرض نحو 85 سنة ضوئية (26 فرسخ فلكي) في كوكبة الميزان اكتشفت في 2009 يدور حول النجم 23 الميزان . لهذا الكوكب أحد أطول المدارات المعروفة لكوكب تم الكشف عنة طريق قياس السرعة الشعاعية للنجم المضيف. وتتراوح الفترة المدارية الفعلية لهذا الكوكب بين 4600 و 5400 يوما (من 12.5 إلى 15 سنة).